# Moscheea Sunnită Bengali Jameh
Moscheea Sunnită Bengali Jameh sau Marea Moschee din Yangon, este o moschee din orașul Yangon, Myanmar. Aflată în apropiere de celebra Pagodă Sule, moscheea este cea mai mare din oraș și una dintre cele mai importante din țară.

## Galerie de imagini

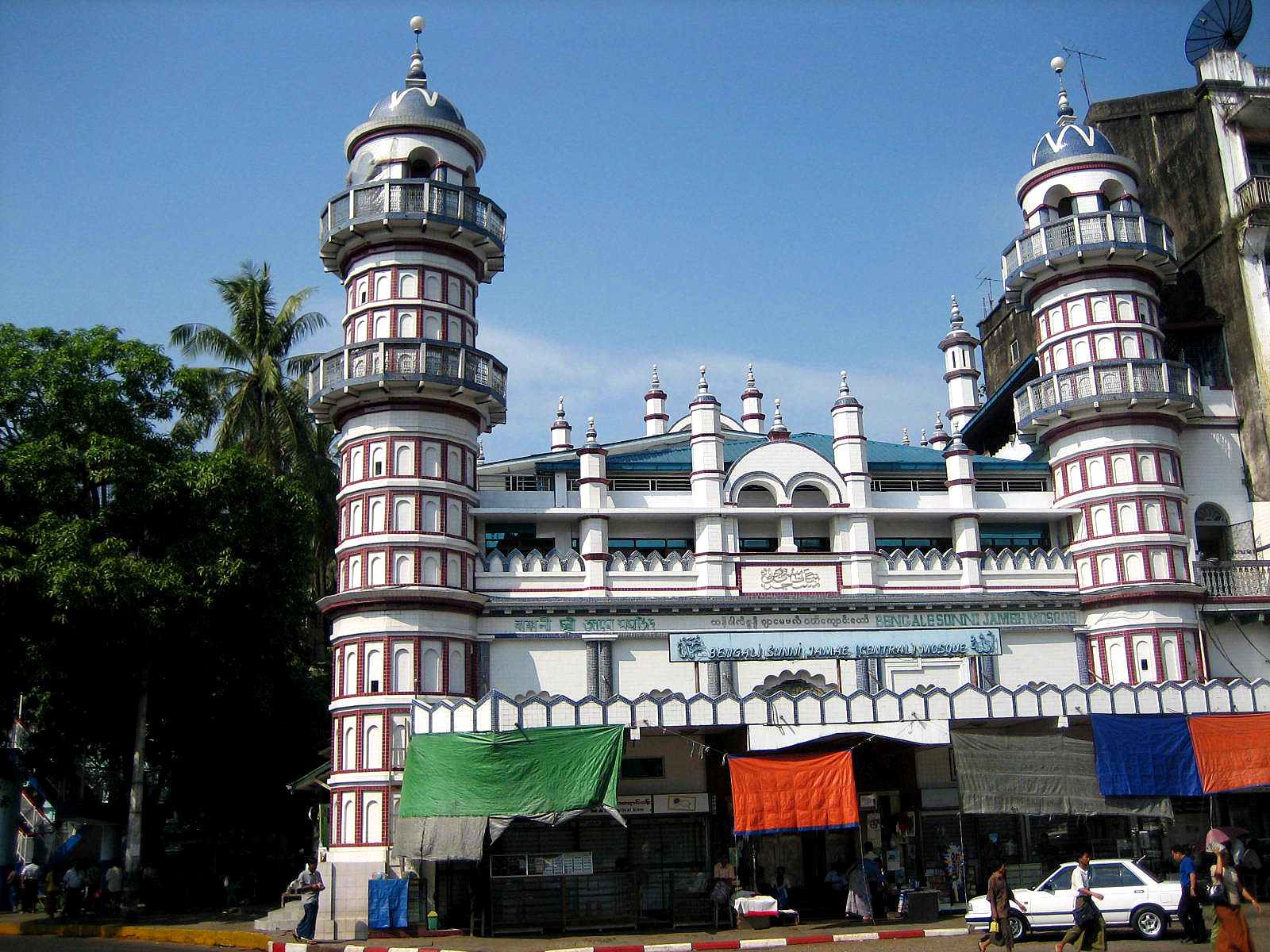
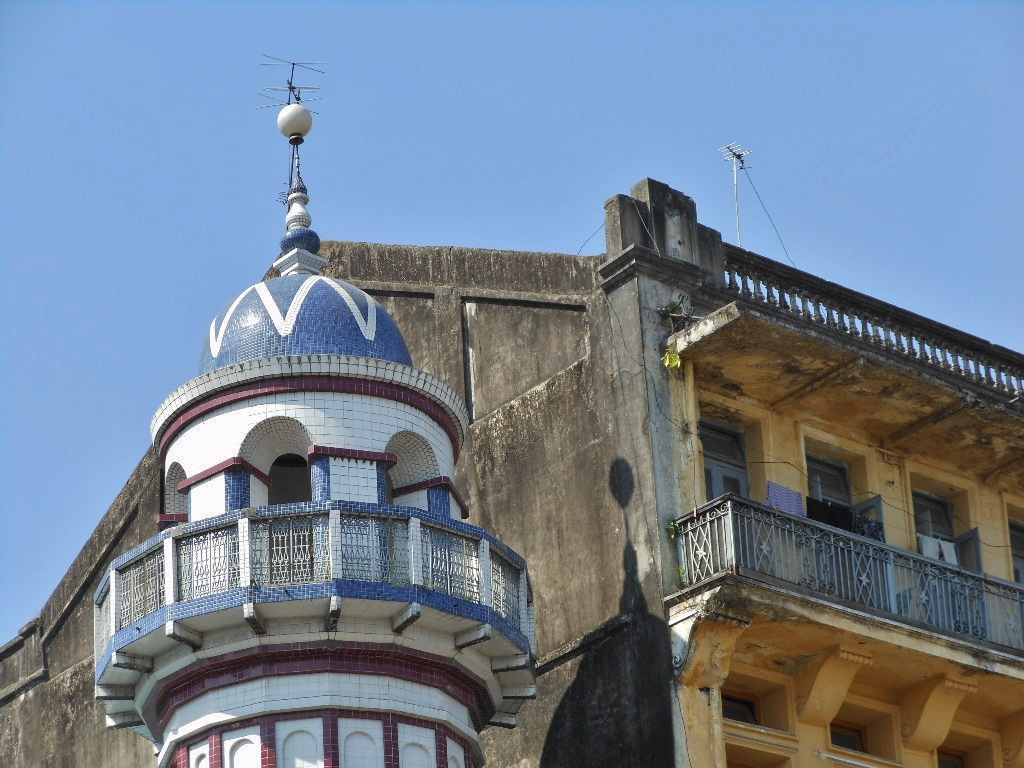

## Istorie și arhitectură
Moscheea este una dintre multele moschei din Yangon și a fost construită în timpul perioadei colonialiste britanice din Myanmar (1824-1948). Cei ce au construit edificiul au fost membrii comunității musulmane indiene provenite din Bengal ce își doreau un locaș de cult unde să se poată ruga.
Moscheea Sunnită Bengali Jameh este celebră pentru fațada, ornamentele și minaretele sale construite în stil tradițional islamic, cu influențe indiene. Este una dintre cele mai cunoscute și mai vizitate atracții turistice din oraș.